# Франц, Герман
Герман Фридрих Франц (нем. Hermann Friedrich Franz; 16 августа 1891, Штёттериц, Германская империя — 18 февраля 1969, Бонн, ФРГ) — бригадефюрер СС, генерал-майор полиции, высший руководитель СС и полиции в Греции.

## Биография
Герман Франц родился 16 августа 1891 года. С 1898 по 1906 посещал школу в Дрездене. Затем обучался в офицерской школе в Штруппене и в Мариенберге. Участвовал в Первой мировой войне. С 1920 года служил в полиции в звании лейтенанта. 
1 декабря 1931 года вступил в НСДАП (билет № 824526). С 1933 по 1938 был начальником полиции в Плауэне. После оккупации Польши возглавил полицию порядка при командовании восьмой армии вермахта. В начале августа 1940 года был зачислен в ряды СС (№ 361279). С июля 1941 года руководил полицейским полком «Юг», который участвовал в убийствах евреев на Украине. С июня 1942 по август 1943 года был командиром 18-го полицейского горного полка. С ноября 1943 по февраль 1945 года был начальником полиции порядка в Афинах, а с конца сентября 1944 года в течение двух месяцев формально занимал должность высшего руководителя СС и полиции в Греции. С 7 февраля 1945 года и до конца войны был руководителем полиции порядка в Норвегии. 

### После войны
После окончания войны был арестован британцами. В декабре 1947 года был освобождён. Умер в 1969 году в Бонне. Написал военные воспоминания, которые были опубликованы после его смерти.